# David Hanson
David Hanson (Dallas, 20 de diciembre de 1969) es un diseñador e investigador robótico, que ha ganado diversos premios por su trabajo en robótica e inteligencia artificial (AI).
Hanson es considerado como el creador de los humanoidies más realistas del mundo (también conocidos como androides), en cercana competición con el trabajo de Hiroshi Ishiguro del ATR de Japón.

## Hanson Robotics
David Hanson es el fundador de Hanson Robotics, empresa especializada en la creación de robots increíblemente realistas y expresivos con la capacidad de poder desarrollar relaciones de confianza con los humanos a través de la conversación. Basándose en gran parte en el efecto ELIZA, tienen como objetivo poder llegar a desarrollar robots que verdaderamente puedan comprender a los humanos y preocuparse por ellos para así poder mejorar la humanidad con la ayuda de la inteligencia artificial. El equipo de liderazgo de la empresa está compuesto por el propio David Hanson, fundador y 
director ejecutivo, el Dr. Ben Goertzel, científico jefe, la Dra. Jeanne Lim, directora de marketing, David Chen, director y director Financiero, y Doug Glen, director de estrategia.
En su proceso creativo, combina el arte, la ingeniería, la inteligencia artificial y las interacciones emocionalmente ricas entre máquinas y humanos. 
En total han logrado construir 9 robots con éxito, concretamente: ALICE, Albert Einstein Hubo, BINA48, HAN, JULES, Sophia, Professor Einstein, Philip K. Dick Android i Zeno.